# Лопес, Мигель Анхель (легкоатлет)
Мигель Анхель Лопес Николас (исп. Miguel Ángel López Nicolás, 3 июля 1988, Мурсия) — испанский легкоатлет, специализирующийся в ходьбе на 20 километров, чемпион мира 2015 года, двукратный чемпион Европы (2014 и 2022), бронзовый призёр чемпионата мира 2013 года.
Первой международной награды добился в 2009 году, выиграв молодёжный чемпионат Европы в ходьбе на 20 км. На взрослом чемпионате Европы 2010 года в Барселоне был 14-м. В 2011 году занял 16-е место на чемпионате мира в Тэгу. На Олимпийских играх 2012 года в Лондоне финишировал 5-м. В 2013 году выиграл бронзу чемпионата мира в Москве. Чемпион Испании. В 2014 году выиграл чемпионат Европы в Цюрихе на дистанции 20 км.